# فرد هوبسون
فرد هوبسون (بالإنجليزية: Fred Hobson)‏ (1878 في المملكة المتحدة - 21 أغسطس 1957) هو لاعب كرة قدم بريطاني (وحمل سابقاً جنسية المملكة المتحدة لبريطانيا العظمى وأيرلندا) في مركز مهاجم داخلي. لعب مع نادي برينتفورد ونادي كرو ألكساندرا ووست بروميتش ألبيون وWednesbury Old Athletic F.C. ‏ ونادي غاينسبورو ترينيتي ودارلينجتون إف سى.